# Dell Vostro

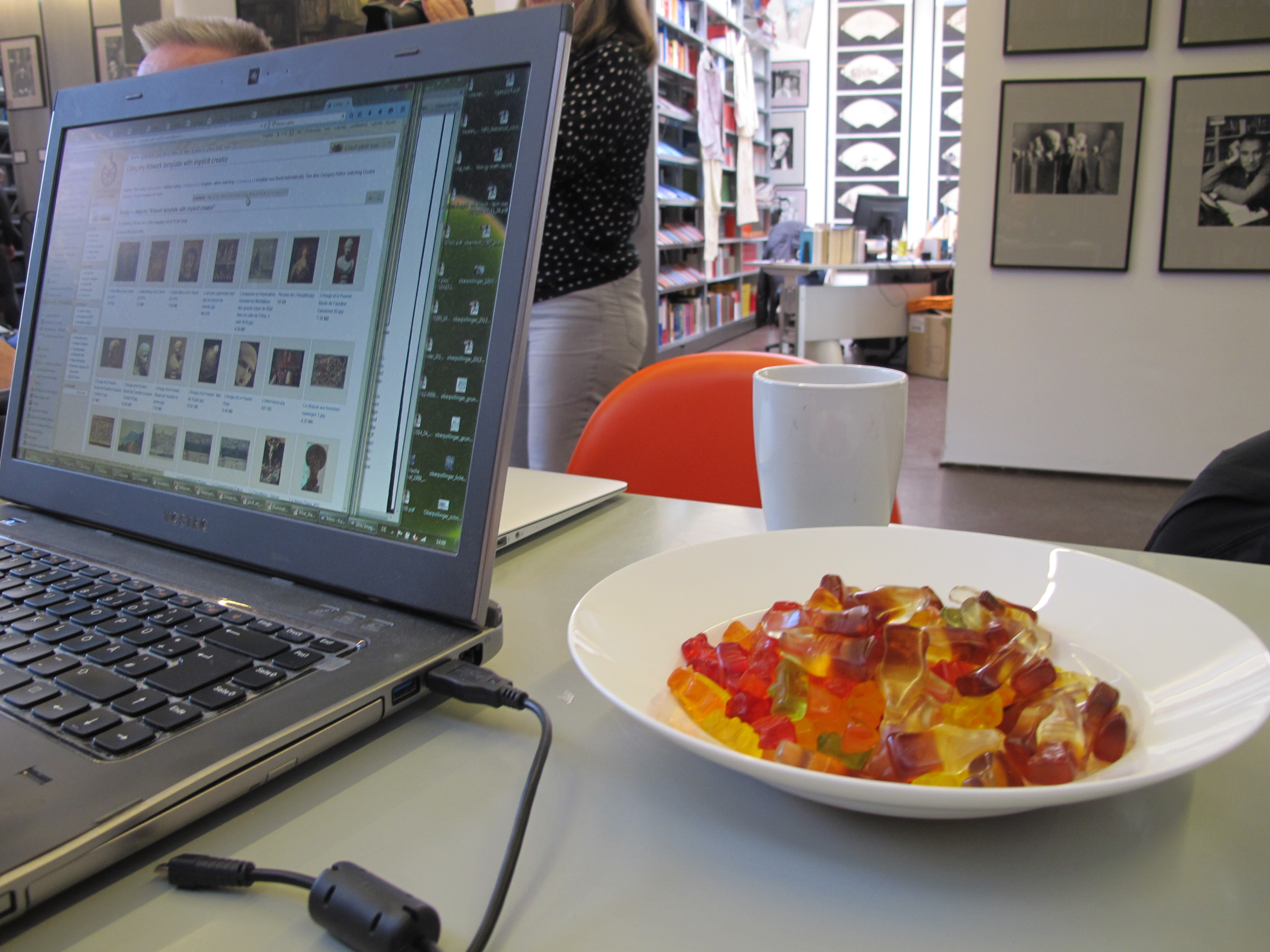
Dell vostro

Dell Vostro est la ligne semi-professionnelle d'ordinateurs portables et de bureau vendue par Dell et destinée aux TPE. Cette gamme fut lancée par Dell en 2007 et sur certains modèles d'ordinateurs il était possible de revenir sur Microsoft Windows XP. La Marque propose également ces modèles aux particuliers. La plupart de ces modèles sont préfabriqués , qui sont expédiés depuis l’entrepôt de Syncreon Technology de Waalwijk aux Pays-Bas.
- Pour les ordinateurs portables : entre la gamme grand public dénommée Inspiron et la gamme professionnelle dénommée Latitude.
- Pour les ordinateurs de bureau : entre la gamme grand public dénommée Inspiron et la gamme professionnelle dénommée Optiplex.
- La gamme Vostro 3000 en 2017 contient des processeurs Intel 6e génération , En France il existe uniquement des Vostro en 15,6 Pouces se rapprochant de la gamme Inspiron.

## Anciens modèlesportables
- Vostro 1400 (Intel) - 14,1"
- Vostro 1500 (Intel) - 15,4"
- Vostro 1700 (Intel) - 17"
- Vostro 1000 (AMD) - 15"
- Vostro 1510 (Intel) - 15,4"
- Vostro 1520 (Intel) - 15,4"
- Vostro 1710 (Intel) - 17,1"
- Vostro 1720 (Intel) - 17,1"

## Modèlesportablesactuels
- Vostro 15-3558 (Intel) - 15,6"
- Vostro 15-3359 (Intel) - 15,6"
- Vostro 15-3568 (Intel) - 15,6"
- Vostro 15-5568 (Intel) - 15,6"

Le Vostro V13 est un modèle quasi identique au Latitude 13 à quelques options près (SSD possible pour le Latitude 13), et tous deux sont des descendants directs du Dell Adamo dont ils reprennent le concept et la forme générale (connecteurs tous à l'arrière pour affiner le châssis). Il n'est pas possible d'en changer la batterie autrement qu'en usine, peut-être compte tenu de l'évolution technologique prévisible sur ces modèles, qui occupent le milieu de segment entre les netbooks et les ultraportables.
Le V13 fera place l'année suivante au V130, puis au V131.
En 2010, Dell commercialise sa nouvelle gamme d'ordinateurs portables Vostro pour aller de pair avec les nouveaux processeurs Intel Core.
- Vostro 3300 (13,3")
- Vostro 3400 (14")
- Vostro 3500 (15,6"). Il fera place un an plus tard au Vostro 3550, à clavier rétroéclairé, prises USB3 et disparition du port eSATA combo.
- Vostro 3700 (17,3"). Un Vostro 3750 lui succèdera un an plus tard, muni d'un écran 1600x900, d'un circuit graphique Optimus et d'un clavier rétroéclairé et prises USB3 lui aussi, disparition de l'eSATA combo également.

Des modèles 3460 et 3760 suivront, munis de processeurs AMD, mais s'ajoutant à la gamme au lieu de remplacer leurs prédécesseurs.
Les alimentations de ces Vostro portables ne sont pas toutes compatibles selon le voltage.

## Politique de prix
Dell pratique entre 2010 et 2013 une politique de prix d'appels permettant d'attirer l'attention du client potentiel par des prix bas, puis de proposer des personnalisations pas toujours aussi compétitives. Dans le cas de composants faciles à changer par l'utilisateur, comme la mémoire, il peut être utile de comparer le coût de ces extensions à ce qui est proposé chez d'autres vendeurs.

### Modèlesde bureauactuels
- Vostro 3650 Tower